# Karolína Seidlerová-Vranická
Karolína Seidler-Vranická, rozená Vranická, v německém prostředí Karoline Seidler-Wranitzky (17. ledna 1795 , Vídeň – 4. září 1872, Berlín) byla česko-rakouská operní a koncertní pěvkyně - sopranistka.

## Život

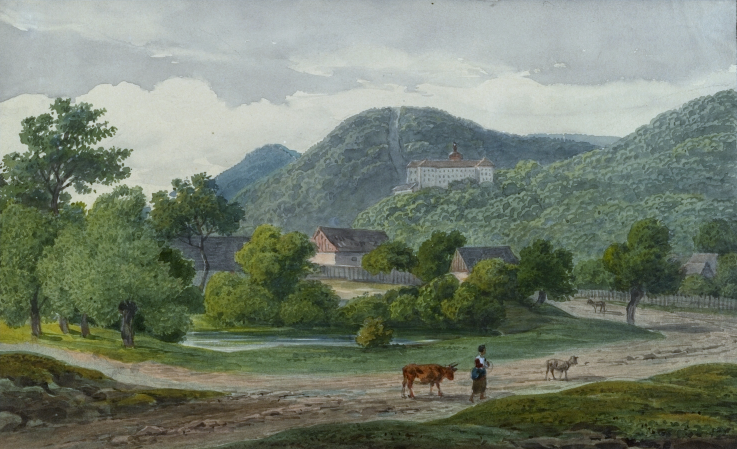
Antonín Mánes, zámek Jezeří v roce 1814, v době dětství Vranických

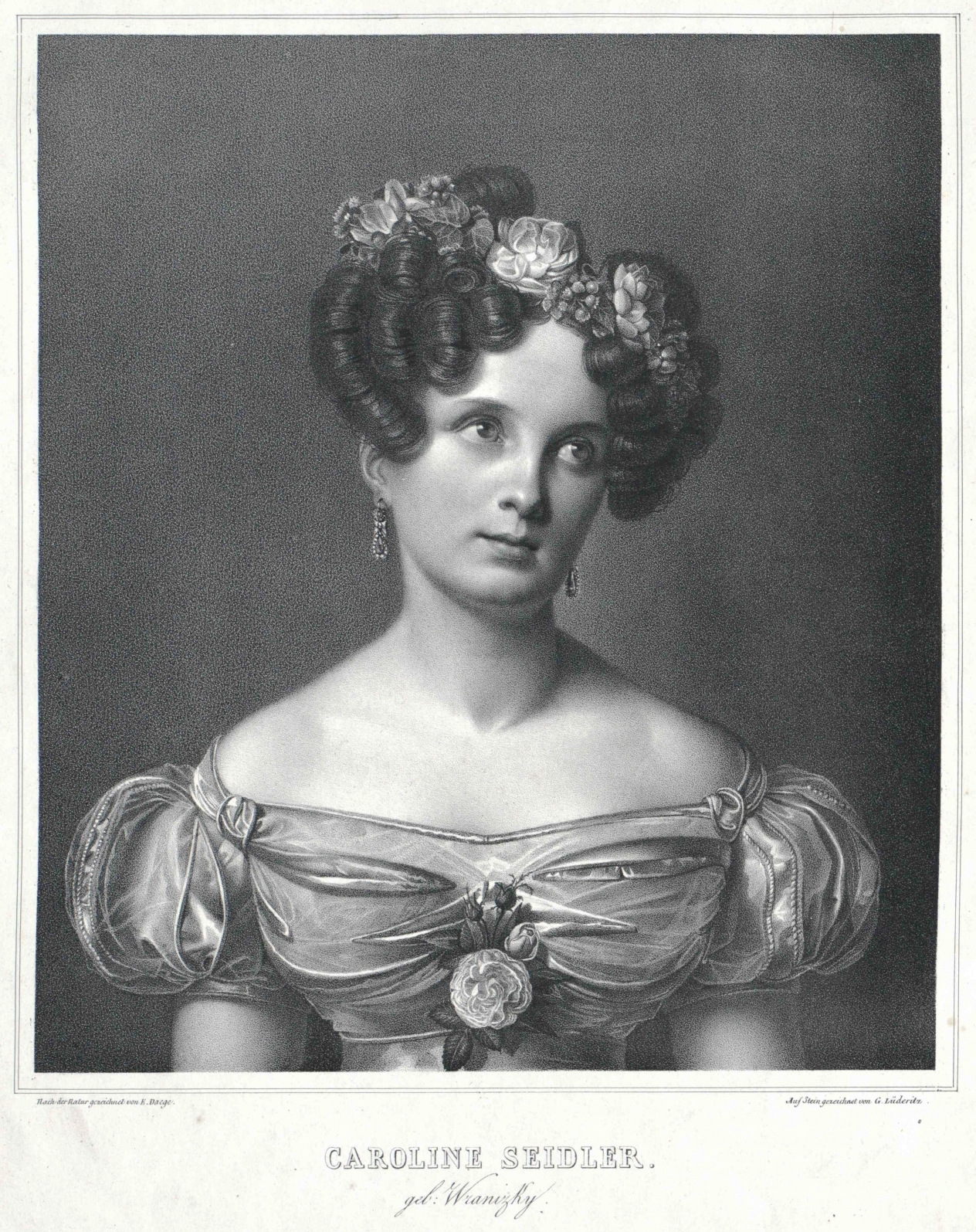
Caroline Seidler, rytina Gustava Lüderitze podle Eduarda Daegeho

Narodila se ve Vídni jako jedno ze čtyř dětí českého skladatele a houslisty Antonína Vranického. Spolu se svou mladší sestrou Kateřinou Annou vyrůstala na zámku Jezeří společně s dětmi knížete Františka Josefa Maxmiliána z Lobkovic a také získala stejné vzdělání. Sestra Kateřina Anna Kraus-Vranická (27. srpna 1801, Vídeň – 23. června 1851, Wiesbaden) byla později rovněž zpěvačkou.
Měla také dva bratry Antonína, který byl poději houslistou v orchestru dvorního divadla ve Vídni, a Friedricha, který byl violoncellistou tamtéž.
Během letních měsíců rodina Vranických žila v Čechách na Jezeří a na zámku v Roudnici nad Labem a v zimě v knížecím Lobkovickém paláci ve Vídni. Kníže měl vlastní dvorní orchestr, ale také domácí divadlo, kde se hrály zpěvohry (singspiel), takže se ona obě sestry už jako děti a dospívající dívky setkaly s vytříbenou hudbou. Setkaly se tak mimo jiné s uměním Girolama Crescentiniho, Liboniho, Giovanniho Battisty Vellutiho a Antonia Salieriho, kteří v té době působili ve Vídni.
Její debut se konal v soukromém divadle knížete Josefa Františka Maxmiliána z Lobkovic . Když v roce 1811 přijel do Vídně berlínský houslista Karl August Seidler (13. září 1778, Berlín – 27. února 1840 tamtéž), setkala se s ním a v roce 1812 se za něj provdala. Následovala hostování v Mnichově, Pešti a ve vídeňském divadle u Korutanské brány, kde byla angažována od 23. února 1815 do roku 1817.
V roce 1816 hostovala v Královské opeře v Berlíně a následně tam získala stálé místo. 3. června 1817 debutovala v Postupimi.
Jedním z vrcholů její kariéry bylo ztvárnění Agáty v premiéře opery Carla Marii von Webera Čarostřelec 18. června 1821. Byla také ceněnou koncertní zpěvačkou.
V roce 1838 ukončila divadelního kariéru. V roce 1847 byla jednou ze zakládajících členek pěveckého sdružení Stern'sche Gesangsverein.